# Bistum Pasto
Das Bistum Pasto (lat.: Dioecesis Pastopolitana, span.: Diócesis de Pasto) ist eine in Kolumbien gelegene Diözese der römisch-katholischen Kirche mit Sitz in San Juan de Pasto, der Hauptstadt der Provinz Nariño im Südwesten Kolumbiens.

## Geschichte
Das Bistum Pasto wurde am 10. April 1859 durch Papst Pius IX. aus dem damaligen Bistum Popayán heraus errichtet. 1927 wurde aus Gebietsabtretungen des Bistums Pasto und des damaligen Bistums Cali das damalige Präfektur Tumaco gegründet. 1964 wurde aus einer erneuten Gebietsabtretung das Bistum Ipiales gegründet.
Es ist ein Suffraganbistum des Erzbistums Popayán.

## Ordinarien
- Emmanuele Canuto Restrepo (1870–... )
- Ignacio León Velasco SJ (1883–1889), dann Erzbischof von Santafé en Nueva Granada
- Joaquín Pardo y Vergara (1891–1892), dann Bischof von Medellín
- Manuel José Cayzedo y Martínez (Cuero) (1892–1895), dann Bischof von Popayán
- Ezequiel Moreno y Díaz OAR (1895–1906)
- Adolfo Perea (1907–1911)
- Leonida Medina (1912–1916), dann Weihbischof in Bogotá
- Antonio María Pueyo de Val CMF (1917–1929)
- Hipólito Leopoldo Agudelo (1930–1933)
- Diego Maria Gómez Tamayo (1934–1944), dann Erzbischof von Popayán
- Emilio Botero González (1947–1961)
- Jorge Alberto Giraldo Restrepo CIM (1961–1976)
- Arturo Salazar Mejía OAR (1977–1995)
- Julio Enrique Prado Bolaños (1995–2020)
- Juan Carlos Cárdenas Toro (seit 2020)

## Gliederung
| Name                                            | Einrichtungen                         | Ort                                          |
| 1 Vicaría San Ezequiel Moreno (Pasto)           | 1 Santa Mónica                        | B. Santa Mónica - Pasto                      |
| 1 Vicaría San Ezequiel Moreno (Pasto)           | 2 Nuestra Señora del Carmen           | B. El Tejar - Pasto                          |
| 1 Vicaría San Ezequiel Moreno (Pasto)           | 3 Nuestra Señora del Pilar            | B. El Pilar - Pasto                          |
| 1 Vicaría San Ezequiel Moreno (Pasto)           | 4 Espíritu Santo                      | B. Chambú - Pasto                            |
| 1 Vicaría San Ezequiel Moreno (Pasto)           | 5 San Ezequiel                        | B. Miraflores - Pasto                        |
| 1 Vicaría San Ezequiel Moreno (Pasto)           | 6 Nuestra Señora del Rosario          | B. El Rosario - Pasto                        |
| 1 Vicaría San Ezequiel Moreno (Pasto)           | 7 Madre del Redentor                  | B. Canchala - Pasto                          |
| 1 Vicaría San Ezequiel Moreno (Pasto)           | 8 Nuestra Señora de Fátima            | B. Fátima - Pasto                            |
| 1 Vicaría San Ezequiel Moreno (Pasto)           | 9 Zona Pastoral Señor del Gran Poder  | B. La Estrella - Pasto                       |
| 1 Vicaría San Ezequiel Moreno (Pasto)           | 10 Zona Pastoral Santa Marta          | B. La Minga - Pasto                          |
|                                                 |                                       |                                              |
| 2 Vicaría San Juan Bautista (Pasto - Chachagüí) | 1 San Felipe Neri                     | B. San Felipe - Pasto                        |
| 2 Vicaría San Juan Bautista (Pasto - Chachagüí) | 2 Sagrada Familia                     | B. Palermo - Pasto                           |
| 2 Vicaría San Juan Bautista (Pasto - Chachagüí) | 3 Cristo Maestro                      | B. Pandiaco - Pasto                          |
| 2 Vicaría San Juan Bautista (Pasto - Chachagüí) | 4 San Andrés                          | B. San Andrés - Pasto                        |
| 2 Vicaría San Juan Bautista (Pasto - Chachagüí) | 5 Divina Misericordia                 | B. Quintas de San Pedro - Pasto              |
| 2 Vicaría San Juan Bautista (Pasto - Chachagüí) | 6 San Juan Bautista                   | Plaza de Nariño - Pasto                      |
| 2 Vicaría San Juan Bautista (Pasto - Chachagüí) | 7 Nuestra Señora de Fátima            | Chachagüí                                    |
|                                                 |                                       |                                              |
| 3 Vicaría San Pablo Apóstol (Pasto)             | 1 San Sebastián                       | B. La Panadería - Pasto                      |
| 3 Vicaría San Pablo Apóstol (Pasto)             | 2 María Auxiliadora                   | B. Avenida Aranda - Pasto                    |
| 3 Vicaría San Pablo Apóstol (Pasto)             | 3 Cristo Redentor                     | Buesaquillo - Pasto                          |
| 3 Vicaría San Pablo Apóstol (Pasto)             | 4 San Francisco Javier                | B. La Floresta - Pasto                       |
| 3 Vicaría San Pablo Apóstol (Pasto)             | 5 La Resurrección del Señor           | B. La Carolina - Pasto                       |
| 3 Vicaría San Pablo Apóstol (Pasto)             | 6 Nuestra Señora de las Lajas         | B. San Ezequiel - Pasto                      |
| 3 Vicaría San Pablo Apóstol (Pasto)             | 7 Sagrado Corazón de Jesús            | B. Corazón de Jesús - Pasto                  |
| 3 Vicaría San Pablo Apóstol (Pasto)             | 8 San Pedro Apóstol                   | La Laguna - Pasto                            |
| 3 Vicaría San Pablo Apóstol (Pasto)             | 9 Madre del Buen Pastor               | El Encano - Pasto                            |
| 3 Vicaría San Pablo Apóstol (Pasto)             | 10 Cuasiparroquia San Fernando        | San Fernando - Pasto                         |
|                                                 |                                       |                                              |
| 4 Vicaría San Pío X (Pasto)                     | 1 Nuestra Señora Reina de la Paz      | B. Granada - Pasto                           |
| 4 Vicaría San Pío X (Pasto)                     | 2 Santiago Apóstol                    | Plazoleta de Santiago - Pasto                |
| 4 Vicaría San Pío X (Pasto)                     | 3 Dios Padre Misericordioso           | B. Panorámico - Pasto                        |
| 4 Vicaría San Pío X (Pasto)                     | 4 San José Obrero                     | B. Obrero - Pasto                            |
| 4 Vicaría San Pío X (Pasto)                     | 5 Niño Jesús de Praga                 | B. Tamasagra - Pasto                         |
| 4 Vicaría San Pío X (Pasto)                     | 6 Inmaculada Concepción               | B. Sumatambo - Pasto                         |
| 4 Vicaría San Pío X (Pasto)                     | 7 San Juan Bosco                      | Calle 18 con Carrera 16 - Pasto              |
| 4 Vicaría San Pío X (Pasto)                     | 8 Sagrado Corazón de Jesús            | Obonuco - Pasto                              |
| 4 Vicaría San Pío X (Pasto)                     | 9 San Agustín                         | Carrera 24 con Calle 17 - Pasto              |
| 4 Vicaría San Pío X (Pasto)                     | 10 Cuasiparroquia San Juan            | B. Caicedo - Pasto                           |
|                                                 |                                       |                                              |
| 5 Vicaría Juan XXIII                            | 1 Nuestra Señora de la Natividad      | El Tambo                                     |
| 5 Vicaría Juan XXIII                            | 2 Nuestra Señora del Rosario          | El Peñol                                     |
| 5 Vicaría Juan XXIII                            | 3 San Bartolomé                       | La Florida                                   |
| 5 Vicaría Juan XXIII                            | 4 San José                            | Corregimiento Matituy - La Florida           |
| 5 Vicaría Juan XXIII                            | 5 Nuestra Señora del Rosario          | Sandoná                                      |
| 5 Vicaría Juan XXIII                            | 6 Sagrado Corazón de Jesús            | Corregimiento El Ingenio - Sandoná           |
| 5 Vicaría Juan XXIII                            | 7 San Francisco de Asís               | Nariño                                       |
| 5 Vicaría Juan XXIII                            | 8 San Pedro Apóstol                   | Corregimiento Genoy - Pasto                  |
|                                                 |                                       |                                              |
| 6 Vicaría Juan Pablo II                         | 1 Nuestra Señora de Guadalupe         | Corregimiento Catambuco - Pasto              |
| 6 Vicaría Juan Pablo II                         | 2 Santa Bárbara                       | Corregimiento Santa Bárbara - Pasto          |
| 6 Vicaría Juan Pablo II                         | 3 Santa María Magdalena               | Yacuanquer                                   |
| 6 Vicaría Juan Pablo II                         | 4 San Rafael Arcángel                 | Tangua                                       |
| 6 Vicaría Juan Pablo II                         | 5 Inmaculada Concepción               | Funes                                        |
| 6 Vicaría Juan Pablo II                         | 6 Nuestra Señora del Tránsito         | Consacá                                      |
|                                                 |                                       |                                              |
| 7 Vicaría Juan Pablo I                          | 1 Nuestra Señora del Carmen           | La Cruz                                      |
| 7 Vicaría Juan Pablo I                          | 2 Nuestra Señora de Belén             | Belén                                        |
| 7 Vicaría Juan Pablo I                          | 3 San Antonio de Padua                | Corregimiento Briceño - San Pablo            |
| 7 Vicaría Juan Pablo I                          | 4 Nuestra Señora de las Mercedes      | Génova - Colón                               |
| 7 Vicaría Juan Pablo I                          | 5 San Juan Bautista                   | Corregimiento Villanueva - Colón             |
| 7 Vicaría Juan Pablo I                          | 6 San Pablo Apóstol                   | San Pablo                                    |
|                                                 |                                       |                                              |
| 8 Vicaría La Merced                             | 1 San Juan Bautista                   | Taminango                                    |
| 8 Vicaría La Merced                             | 2 Divino Salvador                     | Corregimiento El Remolino - Taminango        |
| 8 Vicaría La Merced                             | 3 Inmaculada Concepción               | Policarpa                                    |
| 8 Vicaría La Merced                             | 4 Nuestra Señora del Perpetuo Socorro | Corregimiento Madrigal - Policarpa           |
| 8 Vicaría La Merced                             | 5 Sagrado Corazón de Jesús            | Leiva                                        |
| 8 Vicaría La Merced                             | 6 Nuestra Señora del Rosario          | El Rosario                                   |
|                                                 |                                       |                                              |
| 9 Vicaría León XIII                             | 1 Nuestra Señora del Rosario          | La Unión                                     |
| 9 Vicaría León XIII                             | 2 Santísima Trinidad                  | La Unión                                     |
| 9 Vicaría León XIII                             | 3 San Lorenzo Mártir                  | San Lorenzo                                  |
| 9 Vicaría León XIII                             | 4 Nuestra Señora del Carmen           | Corregimiento El Carmen - San Lorenzo        |
| 9 Vicaría León XIII                             | 5 San Miguel Arcángel                 | Berruecos - Arboleda                         |
| 9 Vicaría León XIII                             | 6 San Pedro Apóstol                   | San Pedro de Cartago                         |
|                                                 |                                       |                                              |
| 10 Vicaría Pablo VI                             | 1 Santa Rosa de Lima                  | Corregimiento El Rosal del Monte - Buesaco   |
| 10 Vicaría Pablo VI                             | 2 Inmaculada Concepción               | Buesaco                                      |
| 10 Vicaría Pablo VI                             | 3 Nuestra Señora de las Mercedes      | El Tablón de Gómez                           |
| 10 Vicaría Pablo VI                             | 4 San José                            | Corregimiento Las Mesas - El Tablón de Gómez |
| 10 Vicaría Pablo VI                             | 5 San José                            | San José de Albán                            |
| 10 Vicaría Pablo VI                             | 6 San Bernardo                        | San Bernardo                                 |
| 10 Vicaría Pablo VI                             | 7 Cuasiparroquia Beato Juan Pablo II  | Corregimiento Rosa Florida - Arboleda        |
|                                                 | 8 Santa Maria                         | Santa Maria (Buesaco)                        |